# بوليط غامض
بوليط غامض (الاسم العلمي:Boletus dubius) هو نوع الفطريات يتبع جنس البوليط من الفصيلة البوليطية.